# 长硬毛棘豆
长硬毛棘豆（学名：Oxytropis hirsuta）为豆科棘豆属下的一个种。